# Paparazzi (bài hát của Lady Gaga)
"Paparazzi" (tạm dịch: "Thợ săn ảnh") là một bài hát của nữ ca sĩ người Mỹ Lady Gaga thuộc album phòng thu đầu tay của cô, The Fame (2008). Bài hát do hãng đĩa Interscope Records phát hành dưới vai trò là đĩa đơn thứ năm và là đĩa đơn cuối cùng của album. Sáng tác và sản xuất bởi Gaga và Rob Fusari, bài hát nói về nỗ lực khó khăn của Gaga trong việc đạt được danh vọng cùng với thành công ổn định và tình yêu. Bài hát thuộc thể loại techno-pop và dance-pop có nhịp độ nhanh, có nội dung xoay quanh một người xấu (giống như một thợ săn ảnh) lén theo dõi một ngôi sao nổi tiếng để giành lấy sự chú ý và danh tiếng.
Mặc dù phát hành vào ngày 6 tháng 7 năm 2009 tại Anh Quốc và vào ngày 10 tháng 7 năm 2009 tại Úc, ca khúc "LoveGame" (được phát hành trước "Paparazzi") trước đây từng dự định sẽ ra mắt với vai trò là đĩa đơn thứ ba theo danh sách ca khúc của phiên bản album phát hành tại Anh Quốc nhưng vì được cho là sở hữu phần lời và video âm nhạc có tiềm năng gây tranh cãi nên "Paparazzi" đã ra mắt thay thế. Bài hát đã nhận được những lời đánh giá tích cực từ giới phê bình bởi tính vui nhộn và tính "thân thiện với hộp đêm" của nó. Xét về phương diện thương mại, bài hát cũng đã gặt hái những thành công nhất định khi vươn lên đến top 10 tại các bảng xếp hạng âm nhạc tại Úc, Canada, Ireland, Anh Quốc, Hoa Kỳ và giành được vị trí quán quân tại Cộng hòa Séc, Đức và Scotland.
Video âm nhạc của bài hát do Jonas Åkerlund làm đạo diễn có nội dung xoay quanh một nữ diễn viên phụ đang đến gần bờ vực của sự thất bại trong sự nghiệp, thường bị các thợ chụp ảnh săn lùng và từng bị bạn trai mình sát hại nhưng may mắn là cô không chết. Sau khi được cứu sống, nữ diễn viên quay trở lại với rắp tâm trả thù người bạn trai độc ác của mình và bước đầu trải nghiệm sự nổi tiếng. Video đã mang về hai giải thưởng tại lễ trao giải Video âm nhạc của MTV năm 2009 ở các hạng mục Chỉ đạo nghệ thuật xuất sắc nhất và Kỹ xảo xuất sắc nhất. Tại đây, Gaga cũng đã cho khán giả chiêm ngưỡng một tiết mục biểu diễn "Paparazzi" với hàm ý ám chỉ ảnh hưởng tiêu cực của danh tiếng, ở đây là dẫn đến cái chết. Ngoài ra, Gaga cũng đã trình bày ca khúc trong các chuyến lưu diễn hoà nhạc và chương trình hoà nhạc thường trú.

## Bối cảnh và phát hành
Trước khi nổi tiếng, Lady Gaga đã từng gặp nhà sản xuất thu âm Rob Fusari vào tháng 3 năm 2006 và bắt đầu hẹn hò với anh từ tháng 5 cùng năm. Hàng ngày, Gaga thường lui tới thành phố New Jersey để hoàn thành những bài hát mà cô đã sáng tác và cho ra đời những chất liệu âm nhạc mới cùng với Fusari. Trong khoảng thời gian làm việc cùng nhau, Fusari đã từng so sánh sự hòa âm trong giọng hát của bạn gái mình với Freddie Mercury, giọng ca chính của ban nhạc Queen. Anh cũng là người đã sáng tạo nên nghệ danh "Lady Gaga" cho cô dựa trên tên bài hát "Radio Ga Ga" của Queen. Mặc dù lúc đầu sự hợp tác viết nhạc giữa Fusari và Gaga không đạt nhiều thành công như mong đợi, nhưng cặp đôi vẫn tiếp tục cho ra đời những bài hát mới dành cho Gaga. Đến cuối năm 2007, công ty quản lý Gaga lần đầu giới thiệu cô với người viết bài hát kiêm nhà sản xuất thu âm RedOne, cũng là một nghệ sĩ mà công ty này quản lý.
—Gaga giải thích về nội dung và ý nghĩa của bài hát
Đến năm 2008, Gaga chuyển đến thành phố Los Angeles sinh sống nhằm mục đích hợp tác độc quyền với hãng thu âm của nữ ca sĩ để hoàn thiện album phòng thu đầu tay của cô, The Fame, và cho ra đời một đội ngũ sáng tạo (creative team) của riêng cô, mang tên Haus of Gaga. "Paparazzi" là một trong những bài hát do Gaga và Fusari sáng tác và sản xuất. Trong một cuộc phỏng vấn với tạp chí Rolling Stone vào năm 2009, Gaga nhớ lại mối quan hệ giữa cô và một tay trống heavy metal tên là Luke, người đóng vai trò là nguồn cảm hứng cho hầu hết các bài hát trong album The Fame, kể cả "Paparazzi". Bài hát dần trở thành một biểu tượng của sự thoát khỏi tính tự phụ và ham muốn đạt được danh tiếng của nữ ca sĩ. Cô yêu say đắm Luke, gọi anh là "tình yêu của đời tôi", sẵn sàng trở thành người hâm mộ của anh, chĩa máy quay hướng vào Luke và chụp một vài tấm ảnh.
Phát biểu với tờ Daily Telegraph của Úc, Gaga giải thích rằng "Paparazzi" nói về nỗ lực khó khăn trong việc tìm kiếm thành công ổn định và tình yêu. Một số người giải thích thêm rằng ca khúc còn nói về việc cố gắng chiến thắng những thợ săn ảnh và truyền thông vì lợi ích của một ai đó. Gaga kết luận: "Nó là một bài hát tình yêu dành cho những thợ săn ảnh, nhưng nó cũng là một bài hát về tình yêu và danh vọng – những thứ mà bạn có thể sở hữu một hoặc cả hai." "Paparazzi" là đĩa đơn thứ ba trích từ album tại Ireland, Ý, Anh Quốc; thứ tư tại Canada, Hoa Kỳ và thứ năm tại Úc, Pháp và New Zealand. Mặc dù phát hành vào ngày 6 tháng 7 năm 2009 tại Anh Quốc và vào ngày 10 tháng 7 năm 2009 tại Úc, ca khúc "LoveGame" (ra mắt trước "Paparazzi") trước đây từng dự định sẽ được phát hành với vai trò là đĩa đơn thứ ba theo danh sách ca khúc của phiên bản album phát hành tại Anh Quốc nhưng vì được cho là sở hữu phần lời và video âm nhạc có tiềm năng gây tranh cãi nên "Paparazzi" đã ra mắt thay thế.

## Thu âm và sáng tác
Bài hát được thu âm tại phòng thu 150 Studios tọa lạc tại Parsippany-Troy Hills, New Jersey. Tại đây, ngoài việc hát chính, Gaga còn sản xuất, sáng tác bài hát và chơi các loại nhạc cụ gồm piano và synthesizer làm nhạc nền. Calvin "Sci-Fidelty" Gaines là người đảm nhiệm phần lập trình âm thanh cho bài hát còn Fusari đảm nhiệm phần kỹ sư âm thanh và thu âm bài hát. Ngoài ra, đội ngũ thực hiện bài hát còn có Robert Orton, người phối âm cho bài hát và Gene Grimaldi, người hoàn chỉnh âm thanh cho bài hát tại phòng thu Oasis Mastering Studios, Burbank, California.
"Paparazzi" là một bài hát thuộc thể loại dance-pop và techno-pop với nhịp độ nhanh và một phần nhạc nền cuốn hút giống như các đĩa đơn "Just Dance" và "Poker Face" đã phát hành trước đó của Gaga. Theo như bản nhạc đăng tải trên trang web Musicnotes.com bởi công ty Sony/ATV Music Publishing, "Paparazzi" sở hữu một tiết tấu vừa phải mang tính chất của nhạc điện tử. Bài hát được sáng tác ở giọng Đô thứ (đến phần điệp khúc dịch sang giọng La giáng trưởng) với một nhịp độ trung bình là 115 nhịp trên phút và được viết ở nhịp 4
4. Giọng hát của Lady Gaga trong ca khúc kéo dài theo quãng từ nốt G3 (Sol) đến nốt E♭5 (Mi giáng). Hai dãy hợp âm Cm–A♭–Cm (Đô thứ–La giáng–Đô thứ) và A♭–E♭–Fm–D♭ (La giáng–Mi giáng–Fa thứ–Rê giáng) là hai chùm hợp âm xuất hiện trong bài hát này. Lời của bài hát chủ yếu xoay quanh về chuyện theo dõi một ngôi sao nổi tiếng và miêu tả những bộ trang phục cùng như những hành vi thể hiện sự nổi tiếng. Gaga bày tỏ niềm ham muốn nhận được sự chú ý từ các nhiếp ảnh gia của cô qua câu hát: "I'm your biggest fan / I'll follow you until you love me / Papa, paparazzi."

## Đánh giá chuyên môn

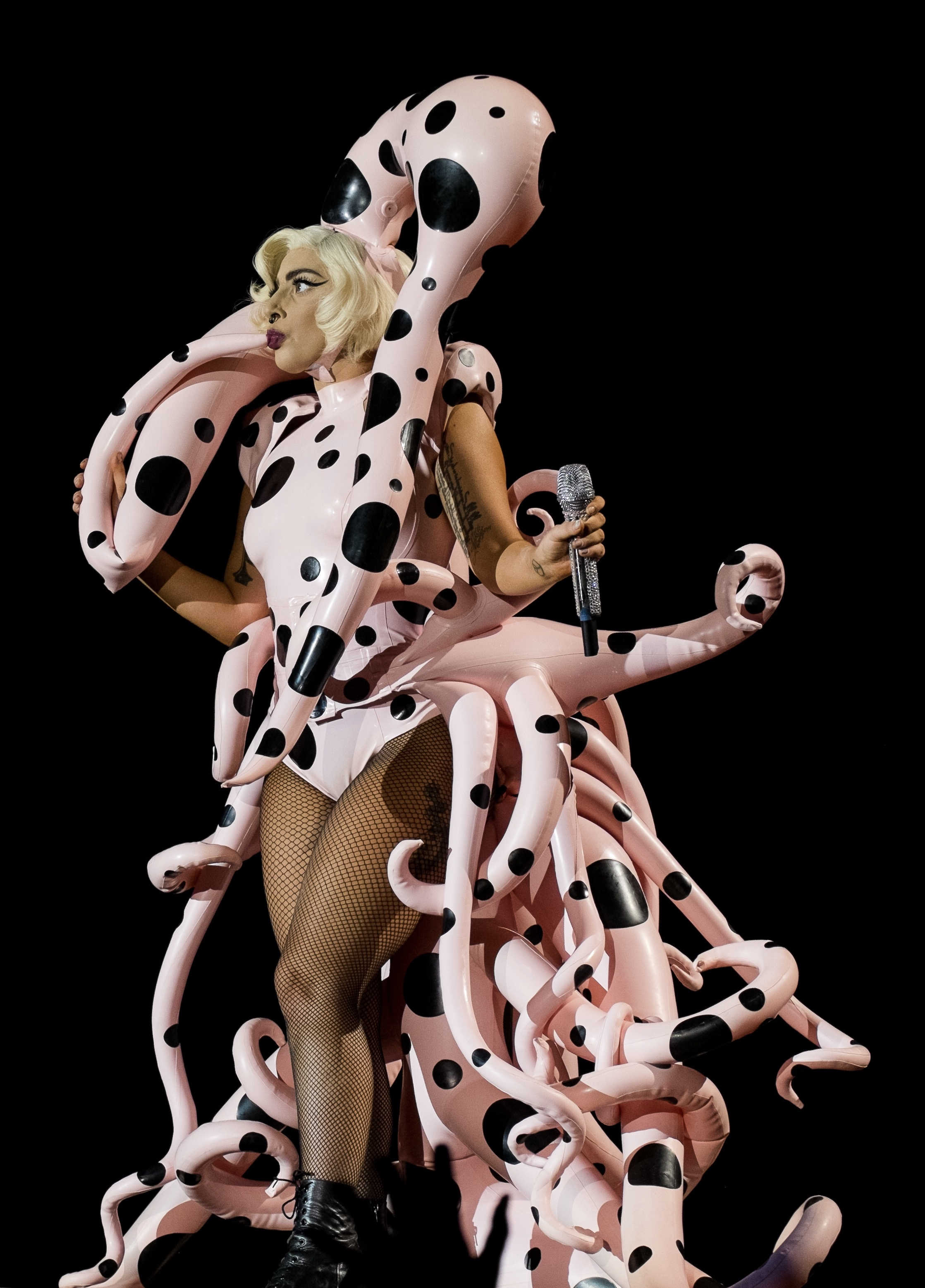
Gaga biểu diễn "Paparazzi" trong một bộ trang phục gắn xúc tu trong chuyến lưu diễn ArtRave: The Artpop Ball, 2014

Kể từ khi phát hành, "Paparazzi" đã nhận được những phản hồi tích cực từ giới phê bình âm nhạc. Năm 2011, tạp chí Rolling Stone đã gọi bài hát là bài hát xuất sắc thứ hai mọi thời đại của nữ ca sĩ, dành lời khen ngợi cho chủ đề và phần nhạc nền của nó. Nhà phê bình Jill Menze từ tạp chí Billboard đã tán dương chất giọng của Lady Gaga trong ca khúc qua dòng nhận xét: "Bản ballad đầy ắp sự ám ảnh danh vọng 'Paparazzi' đã cho mọi người thấy được sự thông thạo của Gaga thông qua những quãng âm trong giọng hát của cô." Alexis Petridis đến từ báo The Guardian đã nhận xét về bài hát như sau: "Bạn có thể sẽ cảm thấy chán nản khi phải nghe chủ đề chính của album phải lặp đi lặp lại liên tục, nhưng chính cái giai điệu của 'Paparazzi' đã chiếm lấy một phần não bộ của bạn và làm cho nó không thể thay đổi ý định." Stephen Thomas Erlewine từ trang web AllMusic đã miêu tả bài hát là tài tình và cho rằng nó "vừa là một bản nhạc pop dở tệ nhưng lộng lẫy vừa là một bản parody có chất lượng tuyệt hảo của bản nhạc pop ấy."
Fraser McAlpine từ đài BBC đã gọi "Paparazzi" là "một trong những câu chuyện đáng sợ có sức hút thần kỳ của nhạc pop, trong đó Gaga có sử dụng phép ẩn dụ và đã kể cho chúng ta nghe câu chuyện về người cô thích thầm rồi từ đó nêu cho chúng ta biết về quá trình tìm kiếm sự nổi tiếng." David Balls từ Digital Spy đã dành lời khen cho Lady Gaga khi quyết định cho ra mắt một bài hát vừa phải sau khi ra mắt hai bản có tiết tấu nhanh ("Just Dance" và "Poker Face"), cho rằng "nhờ vào phần điệp khúc dễ bắt vào lòng người và những lời ca khéo léo và mang chủ đề người nổi tiếng, [...] được hỗ trợ bởi một video âm nhạc đam mê lạc thú, có vẻ rằng Gaga vẫn đang cai trị toàn bộ chúng ta."
Evan Sawdey từ tạp chí trực tuyến PopMatters đã nhận thấy rằng cả hai đĩa đơn "Paparazzi" và "Poker Face" mang phong cách âm nhạc giống với "Just Dance" nhưng cho rằng "không bao giờ cảm thấy như Gaga đang cố tình lặp lại như vậy". Freedom du Lac của nhật báo The Washington Post đã nhận xét rằng dù Gaga đã trở nên khá đàng hoàng trong khi ngân ca "Paparazzi" như đang phản đối một điều gì đó, nhưng bài hát lại thành ra không được truyền cảm, không có cá tính và nhạt nhẽo. Erika Howard từ tờ New Times Broward-Palm Beach đã gọi "Paparazzi" là bài hát gây ấn tượng mạnh nhất trong album.
Jon Caramanica đến từ nhật báo The New York Times viết rằng "Paparazzi" là một bức thư tình từ cánh nhiếp ảnh gia dành cho đối tượng được chụp, tuy nhiên lại không đề cập gì mấy đến chuyện tình cảm ấy có đến từ hai phía hay không. Nhà phê bình cũng cho rằng Lady Gaga đang phác họa ra một hành động liều lĩnh của cô trên trang giấy viết nhạc và đang ngang ngạnh phô trương ra tính hồn nhiên của mình mà không hề giễu cợt người khác quá đáng." Pitchfork Media đã liệt "Paparazzi" vào vị trí thứ 83 trong danh sách 100 bài hát hay nhất năm 2009. NME đã xếp ca khúc tại vị trí thứ 9 trong danh sách những bài hát hay nhất năm 2009.

## Diễn biến trên bảng xếp hạng

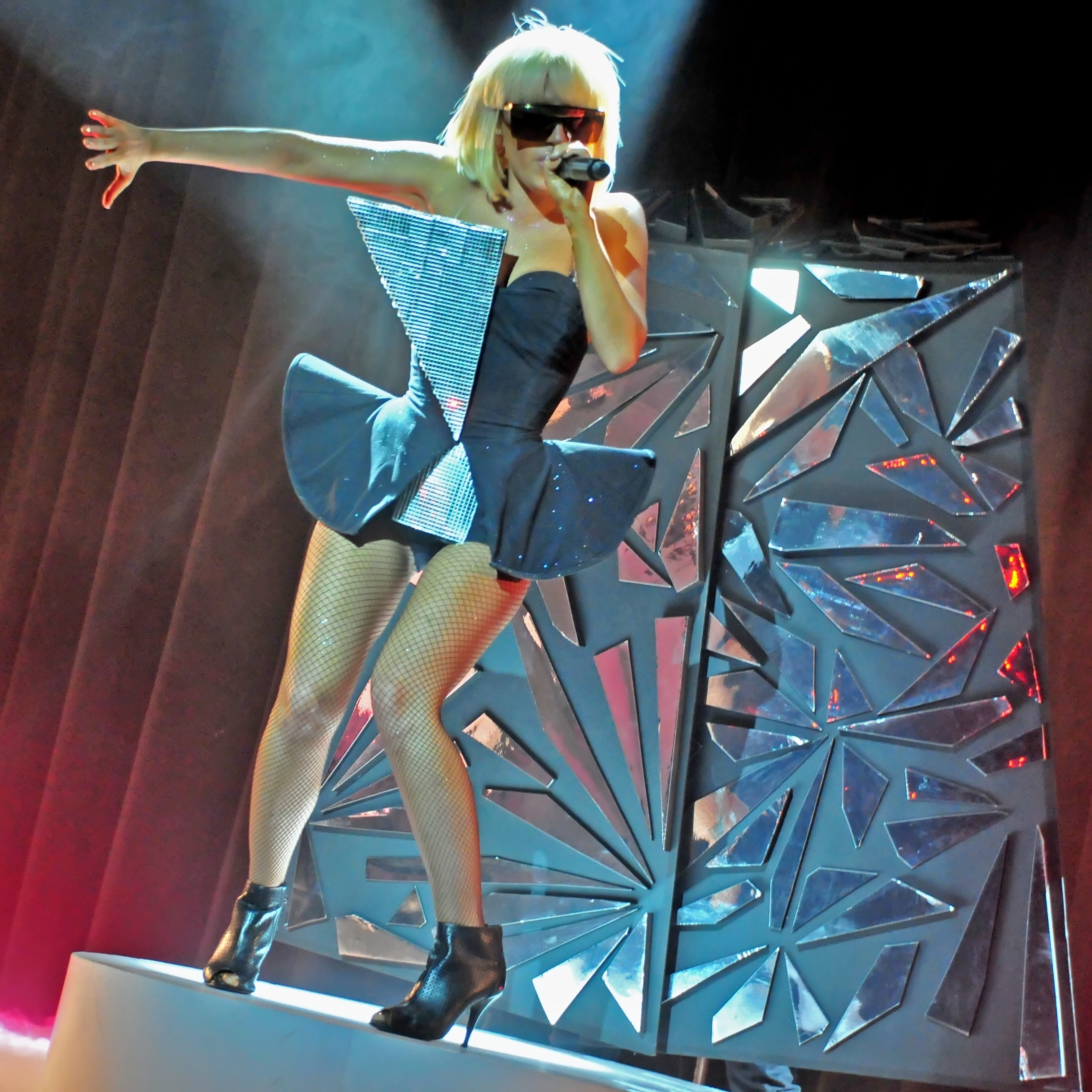
Gaga mở đầu các buổi diễn trong chuyến lưu diễn The Fame Ball Tour (2009) bằng bài hát "Paparazzi"

Tại Hoa Kỳ, bài hát ra mắt trên bảng xếp hạng Billboard Hot 100 tại vị trí thứ 74 vào số xuất bản ngày 12 tháng 9 năm 2009 rồi vươn lên vị trí thứ sáu – là vị trí cao nhất mà bài hát từng đạt được – trở thành đĩa đơn thứ tư liên tiếp của nữ ca sĩ lọt vào top 10 trên bảng xếp hạng. Với "Paparazzi", Lady Gaga cùng với các nữ nghệ sĩ khác gồm Christina Aguilera, Beyoncé và Fergie đã trở thành những nữ nghệ sĩ sở hữu bốn đĩa đơn trích từ album phòng thu đầu tay lọt vào top 10 Hot 100 trong thập niên 2000. Bài hát còn từng giành vị trí quán quân trên bảng xếp hạng Pop Songs của tạp chí Billboard, làm cho Gaga trở thành nghệ sĩ đầu tiên trong lịch sử 17 năm của bảng xếp hạng có bốn đĩa đơn nằm trong album phòng thu đầu tay có thể giành được vị trí quán quân. Ngoài những thành tích kể trên, bài hát còn đạt vị trí quán quân trên bảng xếp hạng Hot Dance Club Songs. Tính đến tháng 2 năm 2018, hơn 3,6 triệu lượt tải về của bài hát trên các thị trường nhạc số đã được ghi nhận bởi Nielsen Soundscan. Bài hát từ ấy trở thành bài hát thứ tư của Gaga có thể vượt qua mốc 3 triệu lượt tải xuống, sau được Hiệp hội Công nghiệp Ghi âm Hoa Kỳ (RIAA) cấp chứng nhận 4× Bạch kim. "Paparazzi" ra mắt trên bảng xếp hạng Canadian Hot 100 tại vị trí thứ 92 và vượt lên đến vị trí thứ 57 vào tuần tiếp theo, trở thành bài hát có sự đột phá trong thứ hạng xuất sắc nhất trong tuần ấy. Vào tuần thứ 13, bài hát đạt vị trí cao nhất của nó trên bảng xếp hạng (vị trí thứ ba).
"Paparazzi" ra mắt trên bảng xếp hạng âm nhạc Austrlian Singles Chart tại vị trí thứ 73 vào số xuất bản ngày 1 tháng 6 năm 2009 và leo lên vị trí thứ 27 vào tuần kế tiếp. Bài hát sau đó đạt đến vị trí thứ hai (là vị trí cao nhất mà đĩa đơn từng đạt), là đĩa đơn thứ năm của Gaga lọt vào top 5 tại Úc. Bài hát sau đó đã được Hiệp hội Công nghiệp Ghi âm Úc (ARIA) cấp chứng nhận 2× Bạch kim với doanh số nhập hàng là 140.000 bản. Tại New Zealand, "Paparazzi" ra mắt hạng 23 rồi vươn lên vị trí thứ năm trên bảng xếp hạng âm nhạc tại nước này. Hiệp hội Recorded Music NZ đã cấp chứng nhận Vàng cho bài hát sau hơn 14 tuần xếp hạng, với doanh số nhập hàng là 7.000 bản.
Tại Anh Quốc, "Paparazzi" ra mắt trên bảng xếp hạng UK Singles Chart tại hạng 99 vào số xuất bản tháng 2 năm 2009. Bài hát vươn lên vị trí thứ 13 trên bảng xếp hạng vào ngày 21 tháng 6 năm 2009, sau khi nhảy vọt từ vị trí thứ 43 từ tuần trước đó. Vào tuần kế tiếp, bài hát leo lên vị trí thứ tám rồi dừng lại tại vị trí thứ tư. Sau đó, tổ chức Công nghiệp ghi âm Anh (BPI) đã trao tặng bài hát chứng nhận Bạch kim và đã tiêu thụ tổng cộng 585.000 bản theo như số liệu mà Official Charts Company đưa ra. "Paparazzi" ra mắt trên bảng xếp hạng Irish Singles Chart của Ireland và từng đạt được vị trí thứ tư. Tại Đức, "Paparazzi" từng giành được vị trí quán quân trên bảng xếp hạng âm nhạc của quốc gia này, đánh dấu đĩa đơn thứ hai của nữ ca sĩ từng đạt vị trí quán quân tại đây. Ca khúc còn ra mắt trên bảng xếp hạng Dutch Top 40 tại hạng 27 vào số xuất bản ngày 18 tháng 7 năm 2009. Sau sáu tuần giữ vững sự có mặt trên bảng xếp hạng, bài hát cuối cùng dừng lại tại vị trí cao nhất mà nó từng đạt là vị trí thứ tư. Tại đất nước Ý, ca khúc ra mắt tại vị trí thứ 19 rồi từ từ leo lên hạng ba, trở thành đĩa đơn thứ hai của Gaga lọt vào top 3 tại quốc gia này.

## Video âm nhạc

### Phát triển
—Alexander Skarsgård kể lại lúc anh được đạo diễn Jonas Åkerlund mời đóng vai người bạn trai trong video âm nhạc
Video âm nhạc của "Paparazzi" được bấm máy quay dưới sự chỉ đạo của đạo diễn người Thụy Điển Jonas Åkerlund, người đã từng hợp tác với các nhóm nhạc và nghệ sĩ khác như The Smashing Pumpkins, Madonna, Mody, Rammstein và U2. Ngoài ra, Gaga cũng thuê vợ của ông, Bea Åkerlund, làm nhà tạo mẫu cho cô. Video được bấm máy quay tại khách sạn Villa de León tọa lạc tại thành phố Malibu, California và tại khách sạn Chateau d'Or tọa lạc tại Bel Air, Los Angeles. Gaga chia sẻ với MTV News rằng cô rất hài lòng với phiên bản hoàn chỉnh của video "Paparazzi" và so sánh nó với một bộ phim ngắn. Trong một cuộc phỏng vấn với hãng thông tấn The Canadian Press vào ngày 26 tháng 5 năm 2009, Gaga đã gọi video là "tác phẩm sáng tạo và tuyệt vời nhất [mà cô] từng hoàn thiện cho đến nay." Nữ ca sĩ miêu tả thông điệp cô muốn truyền tải trong video:
| “ | Video mang một thông điệp chân thật, có tác động mạnh đến người nghe về sự đắm chìm trong danh vọng, về cái chết và về sự thất bại của người nổi tiếng, và nó cũng muốn nói lên những điều ấy có tác động như thế nào đến những thanh thiếu niên trẻ tuổi. Video sẽ cho mọi người biết được những tình huống bị cường điệu hóa quá mức nhưng ai ai cũng muốn nhúng tay vào chỉ để có thanh danh. Cụ thể ở đây là khiêu dâm và giết chóc. Đây là một trong những chủ đề chính của video." | ” |

Sau đó, trong câu chuyện in trên trang bìa của tạp chí V, Gaga nói rằng video có nhắc đến Vương phi Diana. Cô cho rằng bà qua đời vì bà đã trở thành một biểu tượng đọa đày của danh vọng. Gaga đã từng có kế hoạch ra mắt video cho công chúng vào ngày 4 tháng 6 năm 2009 tại Anh Quốc và Ireland trên kênh Channel 4. Tuy nhiên, trong khi đang đi lưu diễn tại Úc, Gaga đăng tải một dòng tin trên tài khoản Twitter của cô vào ngày 29 tháng 5 năm 2009 với nội dung đại để là "Đừng phát tán video âm nhạc của tôi nữa", sau khi phát hiện video âm nhạc được phát tán trên Internet mà không có sự cho phép của cô.

### Tóm tắt nội dung

Phân cảnh Lady Gaga đi lại khó khăn sau khi bị bạn trai sát hại trong video âm nhạc. Cô mặc một bộ áo nịt liền quần (leotard) dát kim loại—một chi tiết gợi nhớ đến bộ phim Đức Metropolis (1927).

Video dài 7 phút. Nam diễn viên người Thụy Điển Alexander Skarsgård thủ vai bạn trai của Gaga trong video. Nội dung của video xoay quanh một nữ diễn viên phụ có sự nghiệp đang tuột dốc thường xuyên bị theo dõi bởi các nhiếp ảnh gia. Video bắt đầu bằng hình ảnh của một dinh thự bên bờ biển, là nơi mà Gaga mà bạn trai đang nằm trên giường âu yếm nhau và giao tiếp bằng tiếng Thụy Điển. Họ tiến lại gần khu vực ban công và bắt đầu hôn hít lẫn nhau. Tuy nhiên, tất cả chỉ là sắp đặt—bạn trai của Gaga đã kêu gọi một số thợ chụp ảnh đến ghi lại cảnh tượng này. Sau khi phát hiện ra, Gaga cố gắng ngăn chặn việc giở trò đồi bại của bạn trai mình nhưng không có tác dụng dù đã đấm thật mạnh vào mặt hắn. Vô vọng, cô dùng chai rượu bên cạnh đập vào đầu hắn. Tên bạn trai tức giận ném cô xuống từ ban công. Gaga được phát hiện nằm trên một vũng máu và bị các nhiếp ảnh gia vây quanh chụp lại cơ thể đẫm máu của cô. Những tờ báo lá cải sau đó lập tức đưa tin rằng sự nghiệp của cô đã đến hồi kết. Theo tạp chí Rolling Stone, phân đoạn này trong video đã "bày tỏ lòng tri ân" đối với bộ phim Vertigo (1958) của đạo diễn Alfred Hitchcock.
Trong phân cảnh tiếp theo, Gaga xuất hiện trong một chiếc limousine, được hỗ trợ di chuyển bởi các nam vũ công vì lúc ấy cô phải ngồi xe lăn. Bài hát bắt đầu vang lên từ đây. Cô đứng dậy và chống nạng đi lại một cách khó khăn với một bộ trang phục dát kim loại và một chiếc mũ bảo hiểm cùng chất liệu với bộ trang phục. Bộ trang phục kim loại này ám chỉ đến bộ phim Metropolis (1927). Những hình ảnh của một số nhân vật phụ đã chết nằm xung quanh dinh thự được phát xen giữa phân cảnh này. Trong phân cảnh kế tiếp, Gaga cùng với ba nam nhạc sĩ chơi nhạc rock "ve vãn" nhau khi bài hát phát đến đoạn "Loving you is cherry pie". Bộ ba nam nhạc sĩ gồm Calle "Kelii" Landeberg, Nisse "Izzy" Landeberg, and Pelle "Rock" Landeberg, thường được biết đến với nghệ danh là Snake of Eden và đến từ chương trình hẹn hò thực tế trên truyền hình Daisy of Love của Mỹ. Theo đài MTV, cảnh này ám chỉ đến bài hát "Cherry Pie" của ban nhac glam metal có tên Warrant đến từ Mỹ. Video tiếp tục bằng phân cảnh nữ ca sĩ trình bày phần bridge của bài hát trong một bộ váy làm từ những thước phim và một chiếc mũ đội đầu làm từ lông vũ mang phong cách của người Mohawk.
Trong phân đoạn kế tiếp, Gaga đang ngồi đọc tạp chí cùng với người bạn trai (khi ấy đang đeo miếng che mắt) trong phòng thưởng trà. Gaga khi ấy mặc một bộ áo liền quần và đeo một cặp kính tròn vành kỳ quặc. Tờ The Guardian đã so sánh hình ảnh của nữ ca sĩ lúc này với hình tượng Chuột Minnie. Cuối cùng, cô đã trả được thù do bạn trai mình gây ra bằng cách lén bỏ một loại chất độc dạng bột trắng giấu trong chiếc nhẫn cô đeo trên tay vào trong cốc nước của hắn. Sau khi bạn trai chết, cô gọi điện đến tổng đài 9-1-1 và tự thú rằng chính cô đã giết bạn trai của mình. Cảnh sát sau đó ập đến khu vực dinh thự, khám nghiệm hiện trường rồi ra lệnh bắt Gaga. Cô ra khỏi dinh thự khi đang đội một mái tóc giả có hình nón, giống như một cây ốc quế. Thợ săn ảnh tiếp tục vây quanh Gaga. Đèn máy ảnh sáng lên, những tờ báo lá cải thì dồn dập đăng tin Gaga đã quay trở lại, đã lấy lại được danh tiếng và khẳng định rằng cô vô tội trong vụ án này. Video kết thúc bằng phân cảnh Gaga đứng tạo dáng chụp những bức hình chụp tội nhân (mugshot) như một người mẫu thời trang trong một bộ váy có kiểu dáng giống như chiếc váy xuất hiện trên bìa đĩa nhạc.

### Tiếp nhận

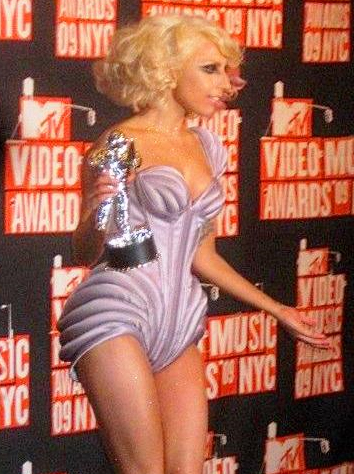
Lady Gaga tại buổi lễ trao giải Video âm nhạc của MTV năm 2009. Video của "Paparazzi" đã giành chiến thắng cho hai trên năm hạng mục được đề cử của giải thưởng. Nữ ca sĩ cũng đã có một màn biểu diễn trực tiếp bài hát tại đây.

Nhà phê bình Daniel Kreps đến từ tạp chí Rolling Stone đã so sánh video với video âm nhạc của ca khúc "November Rain" của ban nhạc Guns N' Roses. Nhà phê bình đã miêu tả hình ảnh của những người mẫu giả chết trong video là kinh tởm nhưng cũng dành lời khen cho nó vì sở hữu "tràn trề phong cách của những bộ phim điện ảnh nên nó sẽ khiến bạn khó có thể rời mắt, nhưng trái lại video vẫn là một thứ đam mê lạc thú." Ông cũng bình luận về vụ việc rò rỉ video trên mạng internet, nói rằng "nó không đơn thuần là một vụ rò rỉ, nó xứng đáng được đứng trên thảm đỏ đấy." Anna Pickard từ báo The Guardian đã khen ngợi công sức của ekip đã bỏ ra để hoàn thành video, tuy nhiên cô cũng phê bình nó vì nó có thời lượng quá dài. Tạp chí Entertainment Weekly đã viết một bài nhận xét tích cực về MV, bảo rằng "nó đã cho chúng ta thấy được độ điên khùng cấp độ mới mà chúng ta mong chờ từ cô gái mang tên Stefani Joanne Angelina Germanotta." Chủ đề về thợ săn ảnh của nó cũng đã được so sánh với video âm nhạc của ca khúc "Everytime" năm 2004 của nữ ca sĩ Britney Spears. MTV News đã gọi video là một "video hoành tráng thuộc chủ đề lãng mạn đậm chất những năm 1940", là một thứ "chứng minh được Gaga là một nghệ sĩ độc đáo với một tầm nhìn táo bạo." MV đã nhận được năm đề cử giải Video âm nhạc của MTV tại lễ trao giải năm 2009 tại các hạng mục Đạo diễn xuất sắc nhất, Biên tập xuất sắc nhất, Kỹ xảo xuất sắc nhất, Quay phim xuất sắc nhất và Chỉ đạo nghệ thuật xuất sắc nhất. Cùng với bốn đề cử khác của video "Poker Face", Gaga và Beyoncé đồng trở thành hai nghệ sĩ có nhiều đề cử nhất năm đó. Video đã đoạt giải Chỉ đạo nghệ thuật xuất sắc nhất và Kỹ xảo xuất sắc nhất. MV của ca khúc "Telephone" ra mắt sau đó là phần tiếp theo của video âm nhạc "Paparazzi" và cũng là một bộ phim ngắn. Nó bắt đầu bằng phân cảnh Gaga đi vào tù với tội danh giết bạn trai mình.

## Biểu diễn trực tiếp

Lady Gaga trình bày "Paparazzi" trong một đêm diễn thuộc chuyến lưu diễn The Monster Ball Tour. Cô chạm trán với một con cá angler, được đặt tên là "Quái vật Danh vọng" ("The Fame Monster").

Gaga trình diễn "Paparazzi" trực tiếp trên chương trình The Album Chart Show của Anh Quốc vào ngày 14 tháng 2 năm 2009 nhằm quảng bá album The Fame. Sau đó, Gaga tiếp tục biểu diễn một phiên bản acoustic bằng đàn piano của bài hát trên đài phát thanh Capital Radio 95.8 FM vào ngày 1 tháng 5 năm 2009. Ngày 26 tháng 6 năm 2009, Gaga trình bày ca khúc tại lễ hội âm nhạc Glastonbury Festival, sau khi từ từ chui ra khỏi một cái hộp bằng bạc khổng lồ đặt trên sân khấu. Bài hát đóng vai trò quan trọng trong chuyến lưu diễn The Fame Ball Tour của nữ ca sĩ vì nó là ca khúc đầu tiên mà cô sẽ biểu diễn trong danh sách tiết mục. Màn trình diễn bắt đầu với một đoạn video mở đầu mang tên "The Heart" có Gaga đóng vai một nhân vật có tên Candy Warhol. Sau đó, nữ ca sĩ xuất hiện trước mắt khán giả trong một bộ váy ánh bạc và đen có gấu váy xòe. Trước khi màn biểu diễn bắt đầu, các vũ công của Gaga khiêng ra sân khấu một thứ đạo cụ trông giống tấm nhựa hoặc gỗ có dạng hình chữ nhật lớn, trên có đính nhiều pha lê và đủ lớn để khán giả không thể thấy họ. Sương mù nhân tạo và những ánh đèn sáng chói bao phủ sân khấu.
Ngoài ra, Lady Gaga cũng chọn biểu diễn ca khúc tại lễ trao giải Video âm nhạc của MTV năm 2009. Tiết mục bắt đầu sau khi Gaga nằm dài trên sân khấu lấy bối cảnh một dinh thự lộng lẫy. Các nam vũ công bên cạnh đã đỡ cô dậy và nữ ca sĩ tiếp tục trình bày bài hát. Một lúc sau, cô bắt đầu đi đứng loạng choạng trên sân khấu và phải chống gậy. Cô tiến lại gần một cái đàn piano màu trắng và đánh đàn. Sau khi xong, cô lại lảo đảo trên sân khấu. Máu giả dần chảy xuống từ áo ngực của cô. Gaga rên rỉ trong đau đớn, ngã gục trên sân khấu và một vũ công phụ họa của cô đến bên và đỡ cô dậy nhẹ nhàng. Tiếp đó, cô cột tay mình vào một sợi dây và tự treo mình lên cao, sau lưng cô là những vầng hào quang chiếu rọi. Khúc kết thúc cao trào của tiết mục có lẽ là lấy cảm hứng từ ca khúc "A Day in the Life" của nhóm nhạc The Beatles. Sau khi màn trình diễn kết thúc, Lady Gaga giải thích rằng tiết mục ấy là một món quà cô muốn gửi gắm cho người hâm mộ: "Tôi muốn bộc lộ một điều gì đó thiết thực hơn chứ không phải chỉ lên sân khấu ba hoa suốt về đĩa nhạc của mình, [...] Tiết mục này là dành cho người hâm mộ của tôi, những người mà theo tôi họ đang ở nhà xem và ngất lịm đi mất." Tạp chí Billboard đã xếp màn biểu diễn của nữ ca sĩ tại vị trí thứ tư trong danh sách những màn biểu diễn xuất sắc nhất trong lịch sử của lễ trao giải Video âm nhạc của MTV.

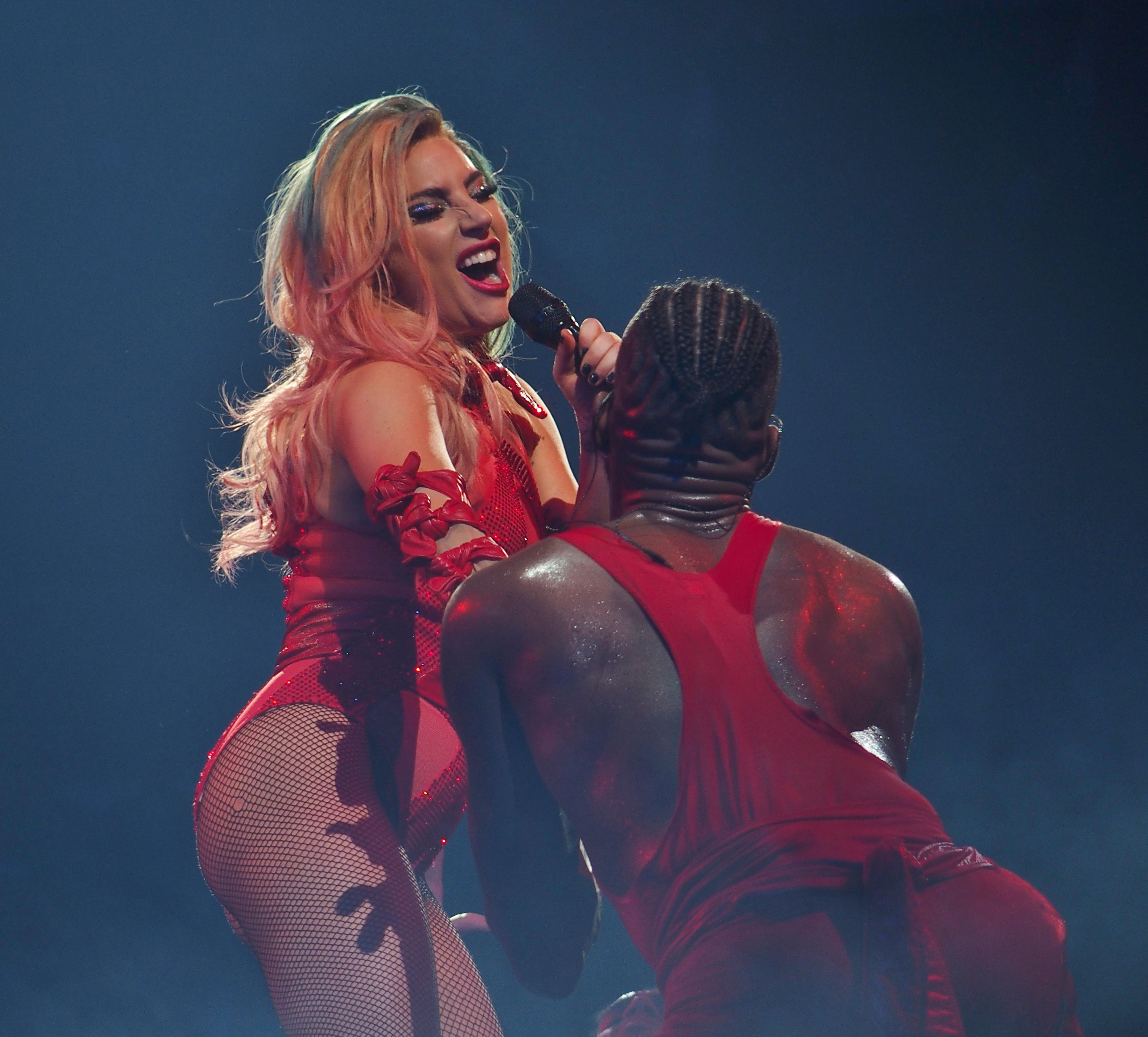
Lady Gaga trình bày "Paparazzi" trong một buổi hòa nhạc thuộc chuyến lưu diễn Joanne World Tour (2017).

Lady Gaga cũng đã trình bày "Paparazzi" với một màn vũ đạo tương tự trên một chương trình thuộc mùa 35 của series chương trình hài tạp kỹ Saturday Night Live của đài NBC. Bài hát cũng xuất hiện trong danh sách tiết mục của chuyến lưu diễn The Monster Ball Tour của nữ ca sĩ. Cô xuất hiện trước mắt khán giả trong một bộ tóc màu vàng kim với những bím tóc khổng lồ nối ở phía sau. Mỗi bím tóc cuộn tròn quanh một vũ công phụ họa. Sau khi trình bày gần nửa bài hát, cô trèo lên một rào chắn và nó từ từ lên cao. Hình ảnh những ngôi sao lấp lánh được sử dụng làm nền cho Gaga khi cô đang biểu diễn. Trong những buổi hòa nhạc đã được tân trang của chuyến lưu diễn, Lady Gaga diện lên người một bộ váy màu ngọc lục bảo do Thierry Mugler thiết kế, và bị một chú cá angler khổng lồ tấn công từ phía sau. Biểu diễn xong một đoạn, Gaga cởi bỏ cái váy ban đầu, để lộ một bộ quần áo nịt cùng màu. Đến phần bridge của ca khúc, Gaga đến gần một cái thang, xuống dưới tầng hầm để đeo một bộ áo ngực có khả năng bắn tia lửa điện. Ở phần điệp khúc cuối cùng của "Paparazzi", Gaga tiếp cận con quái vật và kết liễu nó bằng những tràng tia lửa điện phóng ra từ áo ngực.
Lady Gaga đã biểu diễn bài hát tại chuyến lưu diễn Born This Way Ball (2012–2013). Trong khoảng thời gian 2 phút kể từ khi bài hát được phát, Gaga không đứng trực tiếp trên sân khấu, thay vào đó một cái đầu robot lơ lửng tên là "Mother G.O.A.T." sẽ "biểu diễn" bài hát. Sau đó, Gaga xuất hiện, biểu diễn tiếp phần còn lại rồi sử dụng một cây quyền trượng bắn vào cái đầu làm nó khóc ra máu. Bài hát kết thúc từ đây. Trong một buổi hòa nhạc trong chuyến lưu diễn ArtRave: The Artpop Ball (2014), cô mặc một bộ trang phục chấm bi làm từ cao su với các "xúc tu" mọc ra từ phần đầu và eo của nữ ca sĩ. Rob Sheffield từ tạp chí Rolling Stone cho rằng Lady Gaga đã "đặt hàng một đĩa thịt mực rán giòn làm từ cao su đàn hồi mọc ra từ cột sống của cô". Adam Carlson từ tạp chí Billboard lại cho rằng bộ trang phục mà Gaga đã mặc làm cho cô trông giống như "nhân vật Ursula từ bộ phim Nàng tiên cá đang nhảy múa". Gaga cũng đã biểu diễn "Paparazzi" trong chuyến lưu diễn Joanne World Tour (2017–2018). Cô biểu diễn bài hát trong một bộ áo liền quần bó sát (bodysuit) và một đôi ủng da cùng màu. Tiết mục kết thúc bằng cảnh tượng Gaga bị các nam vũ công tấn công trên sân khấu.

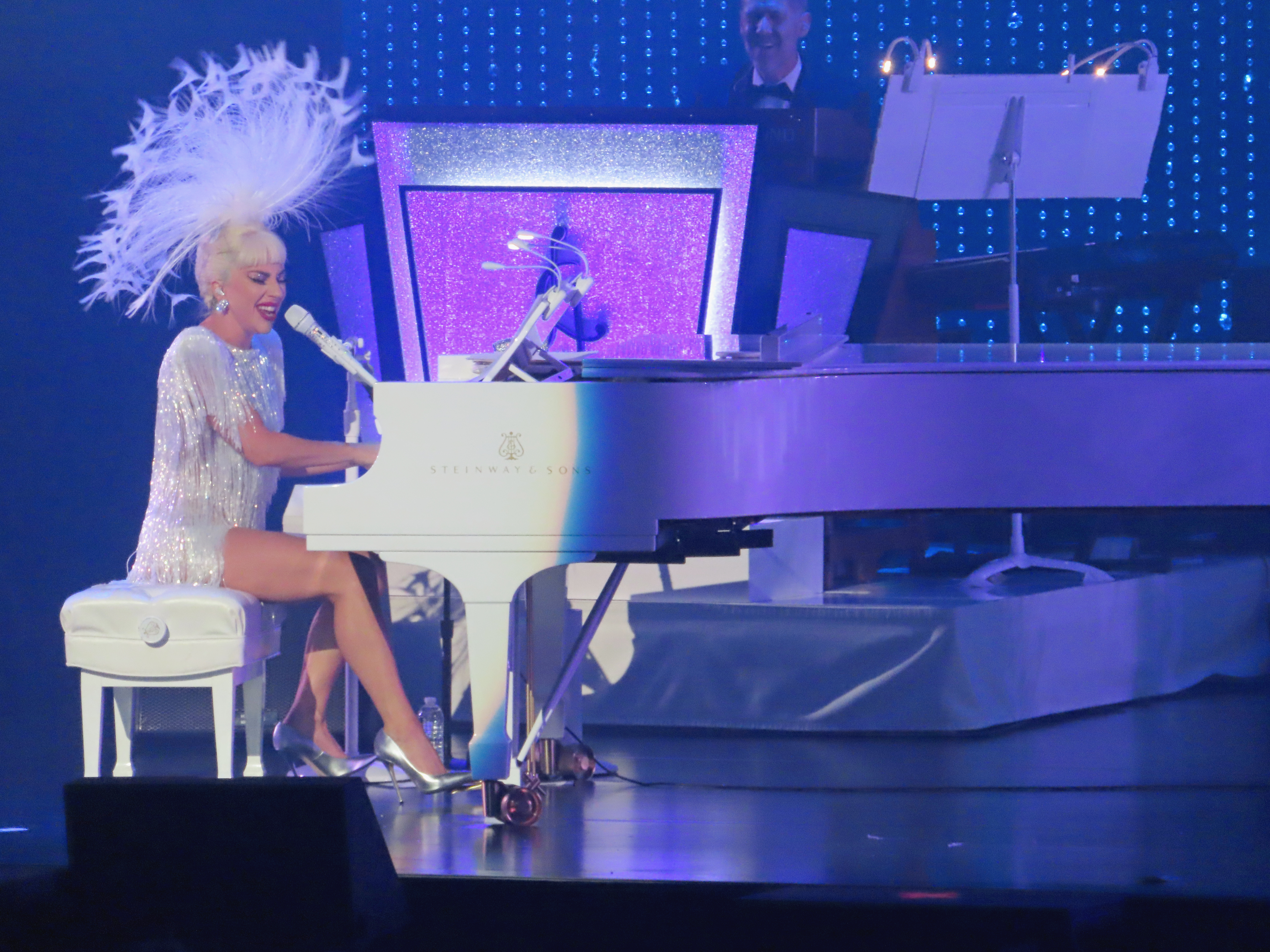
Lady Gaga biểu diễn phiên bản piano của "Paparazzi" trong một buổi hoà nhạc Jazz & Piano (2022).

Lady Gaga cũng đã thể hiện ca khúc trong chương trình hòa nhạc thường trú mang tên Lady Gaga Enigma (2018–2021) tổ chức tại thành phố Las Vegas. Các buổi hòa nhạc thuộc Lady Gaga Enigma được chia làm hai loại: Enigma (nơi Gaga trình bày những bản hit của mình) và Jazz & Piano (nơi nữ ca sĩ trình bày những ca khúc trong tuyển tập Great American Songbook và các phiên bản "stripped-down" (tạm dịch: "trần trụi") của các bài hát mà nữ ca sĩ từng phát hành). Trong những buổi hòa nhạc Enigma, Gaga biểu diễn "Paparazzi" khi cô đang ngồi trong một cái lồng có dạng hình cầu treo lơ lửng trên đầu khán giả, còn trong những đêm nhạc Jazz & Piano, cô trình diễn ca khúc cùng với tiếng nhạc piano với "sự hỗ trợ của dàn nhạc giao hưởng kéo đàn tạo những âm thanh hồi hộp làm nền cho cảnh rượt đuổi trong phim". Trong bài viết của mình, John Katsilometes đến từ báo Las Vegas Review-Journal miêu tả màn trình diễn "Paparazzi" trong Jazz & Piano là "đầy năng lượng" và "luôn làm cho người ta bật dậy và vỗ tay". John cũng cho rằng nếu phiên bản này được phát hành dưới dạng đĩa đơn thì nó "đã có thể là một đĩa đơn nổi tiếng".

## Danh sách ca khúc
| - Đĩa CD ở Anh Quốc và Úc 1. "Paparazzi" (phiên bản trong album) – 3:28 2. "Paparazzi" (Filthy Dukes Remix) – 5:21 - EP phối lại ở Canada / Úc / Hoa Kỳ / Pháp 1. "Paparazzi" (Stuart Price Remix) – 3:19 2. "Paparazzi" (Moto Blanco Edit) – 4:05 3. "Paparazzi" (Filthy Dukes Club Mix) – 5:21 4. "Paparazzi" (James Carameta Tabloid Club Edit) – 4:27 - EP phối lại ở Anh Quốc và Ireland 1. "Paparazzi" – 3:27 2. "Paparazzi" (Filthy Dukes Club Mix) – 5:21 3. "Paparazzi" (Moto Blanco Edit) – 4:05 4. "Paparazzi" (Stuart Price Remix) – 3:19 5. "Paparazzi" (Yuksek Remix) – 4:47 - EP phối lại thứ 2 phát hành trên iTunes ở Hoa Kỳ 1. "Paparazzi" (Chew Fu Ghettohouse Radio Edit) – 3:39 2. "Paparazzi" (Yuksek Remix) – 4:47 3. "Paparazzi" (James Camareta Tabloid Club Edit) – 4:27 | - Đĩa CD 'The Remixes' ở Hoa Kỳ 1. "Paparazzi" (Demolition Crew Remix) – 3:55 2. "Paparazzi" (Moto Blanco Edit) – 4:05 3. "Paparazzi" (Stuart Price Remix) – 3:19 4. "Paparazzi" (Filthy Dukes Club Mix) – 5:21 5. "Paparazzi" (James Camareta Tabloid Club Edit) – 4:27 6. "Paparazzi" (phiên bản trong album) – 3:29 7. "Paparazzi" (phiên bản không lời) – 3:29 - Đĩa CD ở Pháp / Đức (phiên bản phối lại) / Đức 1. "Paparazzi" (Moto Blanco Edit) – 4:05 2. "Paparazzi" (Moto Blanco Bostic Dub) – 6:42 3. "Paparazzi" (Demolition Crew Remix) – 3:55 4. "Paparazzi" (Stuart Price Remix) – 3:19 5. "Paparazzi" (Filthy Dukes Club Mix) – 5:21 6. "Paparazzi" (Yuksek Remix) – 4:47 7. "Paparazzi" (James Camareta Tabloid Club Edit) – 4:27 8. "Paparazzi" (phiên bản chỉnh sửa được phát trên radio) – 3:28 |

## Đội ngũ thực hiện
- Lady Gaga – hát chính, sáng tác, đồng sản xuất, chơi piano và synthesizer
- Rob Fusari – sáng tác, sản xuất
- Calvin "Sci-Fidelty" Gaines – lập trình âm thanh
- Robert Orton – phối âm
- Gene Grimaldi – hoàn chỉnh âm thanh (audio mastering) tại phòng thu âm Oasis Mastering, Burbank, California
- Thu âm bài hát tại phòng thu 150 Studios, Parsippany-Troy Hills, New Jersey

Đội ngũ thực hiện được ghi công trên bìa album The Fame.

## Xếp hạng
| Bảng xếp hạng (2009)                  | Vị trí cao nhất |
| ------------------------------------- | --------------- |
| Úc (ARIA)                             | 2               |
| Áo (Ö3 Austria Top 40)                | 3               |
| Bỉ (Ultratop 50 Flanders)             | 7               |
| Bỉ (Ultratop 50 Wallonia)             | 6               |
| Brazilian Hot 100 Airplay (Billboard) | 18              |
| Canada (Canadian Hot 100)             | 3               |
| Canada AC (Billboard)                 | 37              |
| Canada CHR/Top 40 (Billboard)         | 2               |
| Canada Hot AC (Billboard)             | 2               |
| Cộng hòa Séc (Rádio Top 100)          | 1               |
| Đan Mạch (Tracklisten)                | 12              |
| European Hot 100 Singles (Billboard)  | 3               |
| Phần Lan (Suomen virallinen lista)    | 9               |
| Pháp (SNEP)                           | 6               |
| Đức (GfK)                             | 1               |
| Hungary (Rádiós Top 40)               | 10              |
| Ireland (IRMA)                        | 4               |
| Israel (Media Forest)                 | 3               |
| Ý (FIMI)                              | 3               |
| Hà Lan (Dutch Top 40)                 | 4               |
| Hà Lan (Single Top 100)               | 17              |
| New Zealand (Recorded Music NZ)       | 5               |
| Nga (Tophit)                          | 8               |
| Scotland (Official Charts Company)    | 1               |
| Slovakia (Rádio Top 100)              | 5               |
| Tây Ban Nha (PROMUSICAE)              | 46              |
| Thụy Điển (Sverigetopplistan)         | 22              |
| Thụy Sĩ (Schweizer Hitparade)         | 4               |
| Anh Quốc (OCC)                        | 4               |
| Hàn Quốc (Gaon)                       | 80              |
| Hoa Kỳ Billboard Hot 100              | 6               |
| Hoa Kỳ Adult Contemporary (Billboard) | 15              |
| Hoa Kỳ Adult Pop Airplay (Billboard)  | 14              |
| Hoa Kỳ Dance Club Songs (Billboard)   | 1               |
| Hoa Kỳ Pop Airplay (Billboard)        | 1               |
| Hoa Kỳ Rhythmic (Billboard)           | 7               |

| Bảng xếp hạng (2017)                          | Vị trí cao nhất |
| --------------------------------------------- | --------------- |
| Hoa Kỳ Hot Dance/Electronic Songs (Billboard) | 17              |

| Bảng xếp hạng (2009)               | Vị trí |
| ---------------------------------- | ------ |
| Úc (ARIA)                          | 12     |
| Áo (Ö3 Austria Top 40)             | 21     |
| Bỉ (Ultratop 50 Flanders)          | 74     |
| Bỉ (Ultratop 50 Wallonia)          | 59     |
| Canada (Canadian Hot 100)          | 18     |
| Pháp (SNEP)                        | 92     |
| Đức (Media Control Charts)         | 23     |
| Hungary (Rádiós Top 40)            | 49     |
| Ý (FIMI)                           | 24     |
| Hà Lan (Dutch Top 40)              | 31     |
| Hà Lan (Single Top 100)            | 95     |
| New Zealand (Recorded Music NZ)    | 41     |
| Russia Airplay (Tophit)            | 45     |
| Thụy Sĩ (Schweizer Hitparade)      | 29     |
| Anh Quốc (Official Charts Company) | 18     |
| Hoa Kỳ Billboard Hot 100           | 53     |

| Bảng xếp hạng (2010)                  | Vị trí |
| ------------------------------------- | ------ |
| Hoa Kỳ Billboard Hot 100              | 64     |
| Hoa Kỳ Adult Contemporary (Billboard) | 38     |

| Bảng xếp hạng (2000–09) | Vị trí |
| ----------------------- | ------ |
| Úc (ARIA Decade End)    | 78     |

## Chứng nhận
| Quốc gia                                                                           | Chứng nhận  | Số đơn vị/doanh số chứng nhận |
| ---------------------------------------------------------------------------------- | ----------- | ----------------------------- |
| Úc (ARIA)                                                                          | 2× Bạch kim | 140.000^                      |
| Đan Mạch (IFPI Đan Mạch)                                                           | Vàng        | 15.000^                       |
| Đức (BVMI)                                                                         | Bạch kim    | 500.000‡                      |
| Ý (FIMI)                                                                           | Bạch kim    | 20.000*                       |
| New Zealand (RMNZ)                                                                 | Vàng        | 7.500*                        |
| Thụy Điển (GLF)                                                                    | Vàng        | 10.000^                       |
| Thụy Sĩ (IFPI)                                                                     | Vàng        | 15.000^                       |
| Anh Quốc (BPI)                                                                     | Bạch kim    | 600.000^                      |
| Hoa Kỳ (RIAA)                                                                      | 5× Bạch kim | 3.600.000                     |
| * Chứng nhận dựa theo doanh số tiêu thụ. ^ Chứng nhận dựa theo doanh số nhập hàng. |             |                               |

## Lịch sử phát hành
| Khu vực       | Ngày phát hành      |
| ------------- | ------------------- |
| Ireland       | 6 tháng 7 năm 2009  |
| Liên hiệp Anh | 6 tháng 7 năm 2009  |
| Úc            | 10 tháng 7 năm 2009 |
| Hoa Kỳ        | 8 tháng 9 năm 2009  |
| Đức           | 9 tháng 11 năm 2009 |
| Pháp          | 7 tháng 12 năm 2009 |